# Stadtmauer Grötzingen (Aichtal)

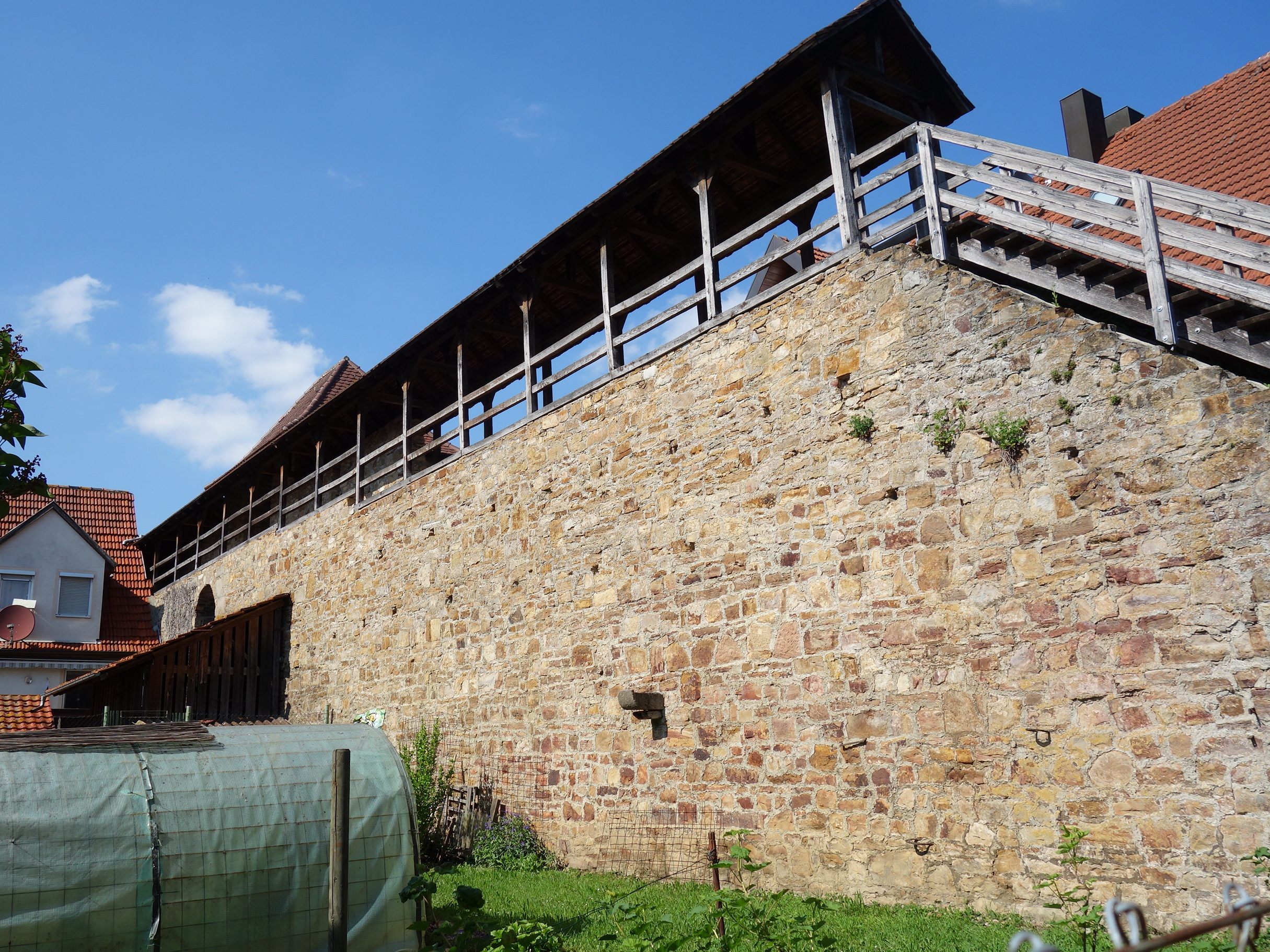
Reste der Stadtmauer (bei Am Weiherbach 13–15) in Grötzingen

Die Stadtmauer in Grötzingen, einem Ortsteil der Stadt Aichtal im Landkreis Esslingen in Baden-Württemberg, wurde im 14. Jahrhundert errichtet. Die Reste der Stadtmauer sind ein geschütztes Kulturdenkmal.

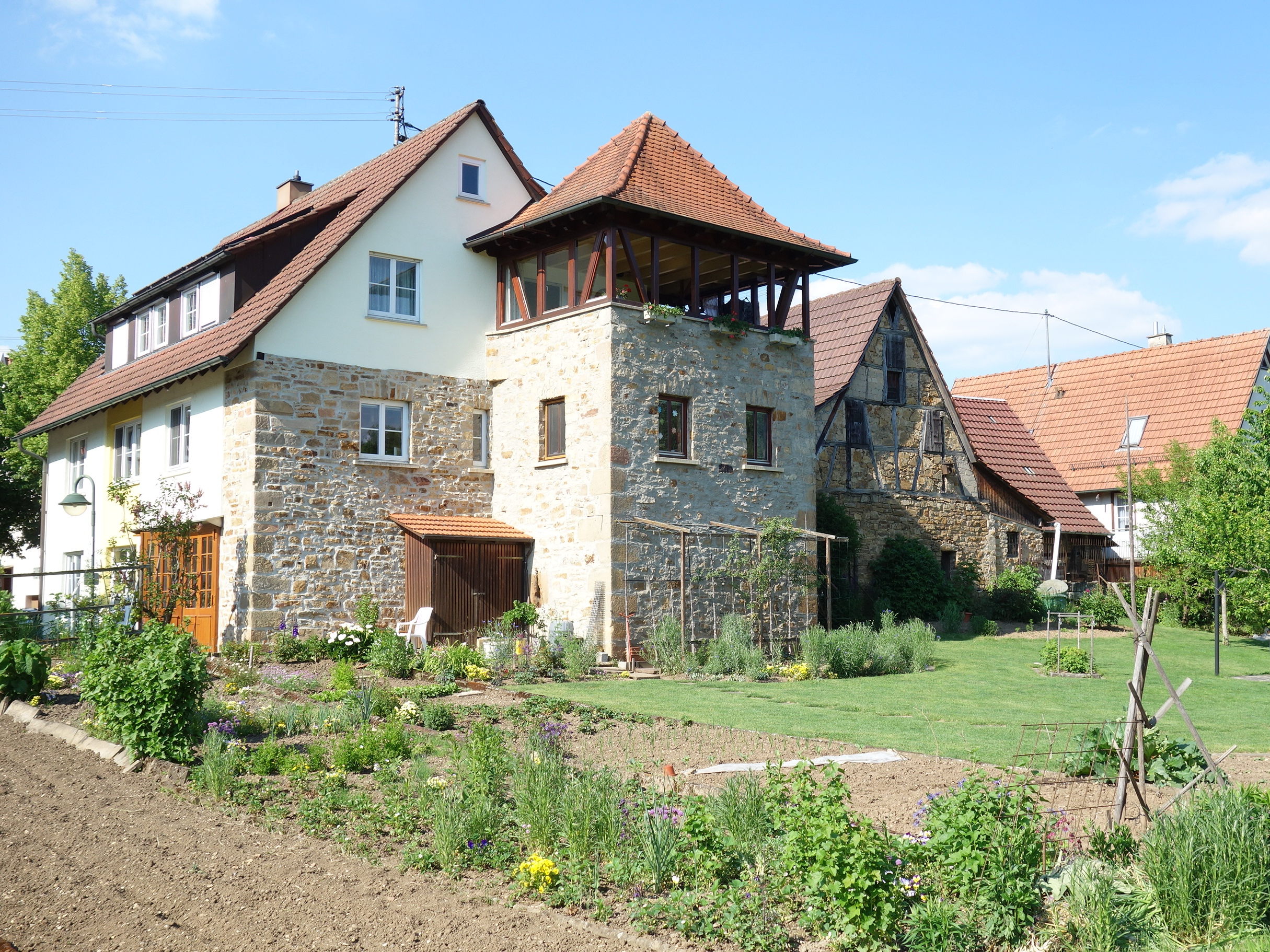
Häuser auf der ehemaligen Stadtmauer

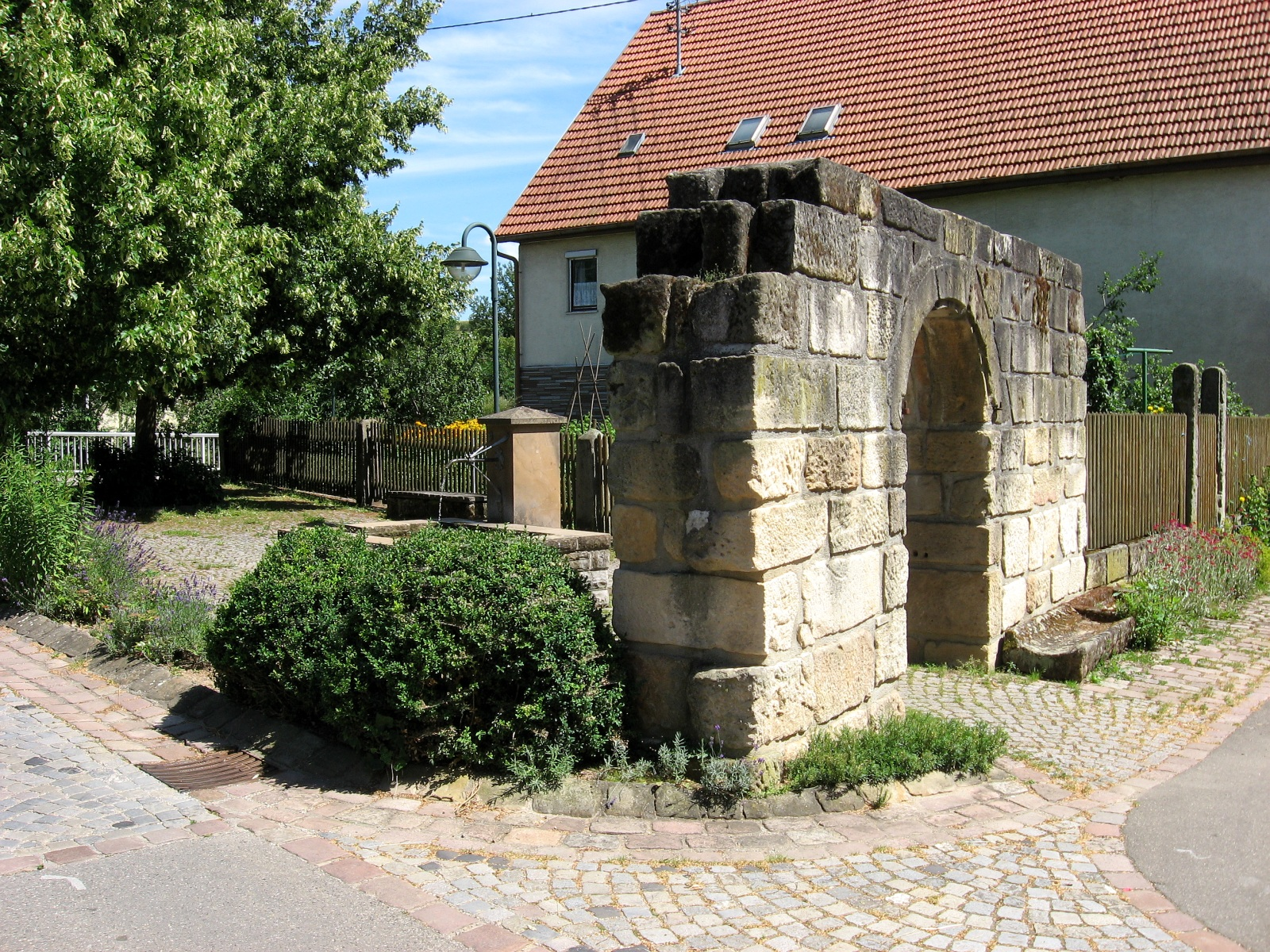
Wiederaufgebautes Teilstück der Grötzinger Stadtmauer

Die Stadt Grötzingen war von einer annähernd quadratischen Stadtmauer umgeben. An der Südwestseite befand sich die Burg, die durch eine Brücke über den Stadtgraben mit der Stadtmauer verbunden war.
Spätestens im 16. Jahrhundert verlor Grötzingen an Bedeutung, sodass auch die Stadtmauer nicht mehr wichtig war. Im Jahr 1526 wurde der Stadtgraben in Gartenparzellen an die Bürger verpachtet und die Stadtmauer wurde später nach und nach abgebrochen.